# Левман, Семён Семёнович
Семён Семёнович Левман (9 ноября 1896, Витебск — 31 марта 1943) — советский шахматный композитор, литератор, переводчик. 
Окончил Витебскую мужскую гимназию (1913), учился на юридическом факультете Московского университета (1914—1917). В 1919—1921 был заместителем председателя Витебского губсовпрофа, в 1922 году отозван в Москву на профсоюзную работу. С 1929 жил литературным трудом, член Союза писателей с 1934.
Редактор шахматных отделов газет «Правда» и «Труд» (1920-е годы), задачного отдела журнала «64. Шахматы и шашки в рабочем клубе» (1924—1929, совместно с Л. Исаевым), член редколлегии сборников «Задачи и этюды» (1927—1929). Автор темы в задачной композиции, носящей его имя. Писатель. С 1923 опубликовал свыше 250 композиций разных жанров, преимущественно двух- и трёхходовые задачи. На конкурсах удостоен свыше 120 отличий, в том числе 85 призов (32 — первых). В двухходовку внёс ряд оригинальных предложений, в трёхходовке специализировался в составлении задач с правильными матами и острой стратегической игрой в стиле Э. Палькоски.
В годы войны был в народном ополчении, затем литработником Всесоюзного радиокомитета, с января 1943 — корреспондентом армейской газеты (звание — капитан). Погиб на Сталинградском фронте.

## Задачи
|   | a | b | c | d | e | f | g | h |   |
| - | --- | --- | --- | --- | --- | --- | --- | --- | - |
| 8 | c8 чёрный конь · d8 чёрный слон · a7 чёрная пешка · b7 чёрная ладья · a6 белый король · b6 чёрная пешка · g6 белая пешка · h6 белый конь · e5 чёрный король · g5 белая пешка · b4 белый ферзь · f4 белый конь · a3 чёрная пешка · b3 белый слон · b2 чёрная пешка · f2 белая пешка · b1 чёрный ферзь · f1 чёрный конь | c8 чёрный конь · d8 чёрный слон · a7 чёрная пешка · b7 чёрная ладья · a6 белый король · b6 чёрная пешка · g6 белая пешка · h6 белый конь · e5 чёрный король · g5 белая пешка · b4 белый ферзь · f4 белый конь · a3 чёрная пешка · b3 белый слон · b2 чёрная пешка · f2 белая пешка · b1 чёрный ферзь · f1 чёрный конь | c8 чёрный конь · d8 чёрный слон · a7 чёрная пешка · b7 чёрная ладья · a6 белый король · b6 чёрная пешка · g6 белая пешка · h6 белый конь · e5 чёрный король · g5 белая пешка · b4 белый ферзь · f4 белый конь · a3 чёрная пешка · b3 белый слон · b2 чёрная пешка · f2 белая пешка · b1 чёрный ферзь · f1 чёрный конь | c8 чёрный конь · d8 чёрный слон · a7 чёрная пешка · b7 чёрная ладья · a6 белый король · b6 чёрная пешка · g6 белая пешка · h6 белый конь · e5 чёрный король · g5 белая пешка · b4 белый ферзь · f4 белый конь · a3 чёрная пешка · b3 белый слон · b2 чёрная пешка · f2 белая пешка · b1 чёрный ферзь · f1 чёрный конь | c8 чёрный конь · d8 чёрный слон · a7 чёрная пешка · b7 чёрная ладья · a6 белый король · b6 чёрная пешка · g6 белая пешка · h6 белый конь · e5 чёрный король · g5 белая пешка · b4 белый ферзь · f4 белый конь · a3 чёрная пешка · b3 белый слон · b2 чёрная пешка · f2 белая пешка · b1 чёрный ферзь · f1 чёрный конь | c8 чёрный конь · d8 чёрный слон · a7 чёрная пешка · b7 чёрная ладья · a6 белый король · b6 чёрная пешка · g6 белая пешка · h6 белый конь · e5 чёрный король · g5 белая пешка · b4 белый ферзь · f4 белый конь · a3 чёрная пешка · b3 белый слон · b2 чёрная пешка · f2 белая пешка · b1 чёрный ферзь · f1 чёрный конь | c8 чёрный конь · d8 чёрный слон · a7 чёрная пешка · b7 чёрная ладья · a6 белый король · b6 чёрная пешка · g6 белая пешка · h6 белый конь · e5 чёрный король · g5 белая пешка · b4 белый ферзь · f4 белый конь · a3 чёрная пешка · b3 белый слон · b2 чёрная пешка · f2 белая пешка · b1 чёрный ферзь · f1 чёрный конь | c8 чёрный конь · d8 чёрный слон · a7 чёрная пешка · b7 чёрная ладья · a6 белый король · b6 чёрная пешка · g6 белая пешка · h6 белый конь · e5 чёрный король · g5 белая пешка · b4 белый ферзь · f4 белый конь · a3 чёрная пешка · b3 белый слон · b2 чёрная пешка · f2 белая пешка · b1 чёрный ферзь · f1 чёрный конь | 8 |
| 7 | c8 чёрный конь · d8 чёрный слон · a7 чёрная пешка · b7 чёрная ладья · a6 белый король · b6 чёрная пешка · g6 белая пешка · h6 белый конь · e5 чёрный король · g5 белая пешка · b4 белый ферзь · f4 белый конь · a3 чёрная пешка · b3 белый слон · b2 чёрная пешка · f2 белая пешка · b1 чёрный ферзь · f1 чёрный конь | c8 чёрный конь · d8 чёрный слон · a7 чёрная пешка · b7 чёрная ладья · a6 белый король · b6 чёрная пешка · g6 белая пешка · h6 белый конь · e5 чёрный король · g5 белая пешка · b4 белый ферзь · f4 белый конь · a3 чёрная пешка · b3 белый слон · b2 чёрная пешка · f2 белая пешка · b1 чёрный ферзь · f1 чёрный конь | c8 чёрный конь · d8 чёрный слон · a7 чёрная пешка · b7 чёрная ладья · a6 белый король · b6 чёрная пешка · g6 белая пешка · h6 белый конь · e5 чёрный король · g5 белая пешка · b4 белый ферзь · f4 белый конь · a3 чёрная пешка · b3 белый слон · b2 чёрная пешка · f2 белая пешка · b1 чёрный ферзь · f1 чёрный конь | c8 чёрный конь · d8 чёрный слон · a7 чёрная пешка · b7 чёрная ладья · a6 белый король · b6 чёрная пешка · g6 белая пешка · h6 белый конь · e5 чёрный король · g5 белая пешка · b4 белый ферзь · f4 белый конь · a3 чёрная пешка · b3 белый слон · b2 чёрная пешка · f2 белая пешка · b1 чёрный ферзь · f1 чёрный конь | c8 чёрный конь · d8 чёрный слон · a7 чёрная пешка · b7 чёрная ладья · a6 белый король · b6 чёрная пешка · g6 белая пешка · h6 белый конь · e5 чёрный король · g5 белая пешка · b4 белый ферзь · f4 белый конь · a3 чёрная пешка · b3 белый слон · b2 чёрная пешка · f2 белая пешка · b1 чёрный ферзь · f1 чёрный конь | c8 чёрный конь · d8 чёрный слон · a7 чёрная пешка · b7 чёрная ладья · a6 белый король · b6 чёрная пешка · g6 белая пешка · h6 белый конь · e5 чёрный король · g5 белая пешка · b4 белый ферзь · f4 белый конь · a3 чёрная пешка · b3 белый слон · b2 чёрная пешка · f2 белая пешка · b1 чёрный ферзь · f1 чёрный конь | c8 чёрный конь · d8 чёрный слон · a7 чёрная пешка · b7 чёрная ладья · a6 белый король · b6 чёрная пешка · g6 белая пешка · h6 белый конь · e5 чёрный король · g5 белая пешка · b4 белый ферзь · f4 белый конь · a3 чёрная пешка · b3 белый слон · b2 чёрная пешка · f2 белая пешка · b1 чёрный ферзь · f1 чёрный конь | c8 чёрный конь · d8 чёрный слон · a7 чёрная пешка · b7 чёрная ладья · a6 белый король · b6 чёрная пешка · g6 белая пешка · h6 белый конь · e5 чёрный король · g5 белая пешка · b4 белый ферзь · f4 белый конь · a3 чёрная пешка · b3 белый слон · b2 чёрная пешка · f2 белая пешка · b1 чёрный ферзь · f1 чёрный конь | 7 |
| 6 | c8 чёрный конь · d8 чёрный слон · a7 чёрная пешка · b7 чёрная ладья · a6 белый король · b6 чёрная пешка · g6 белая пешка · h6 белый конь · e5 чёрный король · g5 белая пешка · b4 белый ферзь · f4 белый конь · a3 чёрная пешка · b3 белый слон · b2 чёрная пешка · f2 белая пешка · b1 чёрный ферзь · f1 чёрный конь | c8 чёрный конь · d8 чёрный слон · a7 чёрная пешка · b7 чёрная ладья · a6 белый король · b6 чёрная пешка · g6 белая пешка · h6 белый конь · e5 чёрный король · g5 белая пешка · b4 белый ферзь · f4 белый конь · a3 чёрная пешка · b3 белый слон · b2 чёрная пешка · f2 белая пешка · b1 чёрный ферзь · f1 чёрный конь | c8 чёрный конь · d8 чёрный слон · a7 чёрная пешка · b7 чёрная ладья · a6 белый король · b6 чёрная пешка · g6 белая пешка · h6 белый конь · e5 чёрный король · g5 белая пешка · b4 белый ферзь · f4 белый конь · a3 чёрная пешка · b3 белый слон · b2 чёрная пешка · f2 белая пешка · b1 чёрный ферзь · f1 чёрный конь | c8 чёрный конь · d8 чёрный слон · a7 чёрная пешка · b7 чёрная ладья · a6 белый король · b6 чёрная пешка · g6 белая пешка · h6 белый конь · e5 чёрный король · g5 белая пешка · b4 белый ферзь · f4 белый конь · a3 чёрная пешка · b3 белый слон · b2 чёрная пешка · f2 белая пешка · b1 чёрный ферзь · f1 чёрный конь | c8 чёрный конь · d8 чёрный слон · a7 чёрная пешка · b7 чёрная ладья · a6 белый король · b6 чёрная пешка · g6 белая пешка · h6 белый конь · e5 чёрный король · g5 белая пешка · b4 белый ферзь · f4 белый конь · a3 чёрная пешка · b3 белый слон · b2 чёрная пешка · f2 белая пешка · b1 чёрный ферзь · f1 чёрный конь | c8 чёрный конь · d8 чёрный слон · a7 чёрная пешка · b7 чёрная ладья · a6 белый король · b6 чёрная пешка · g6 белая пешка · h6 белый конь · e5 чёрный король · g5 белая пешка · b4 белый ферзь · f4 белый конь · a3 чёрная пешка · b3 белый слон · b2 чёрная пешка · f2 белая пешка · b1 чёрный ферзь · f1 чёрный конь | c8 чёрный конь · d8 чёрный слон · a7 чёрная пешка · b7 чёрная ладья · a6 белый король · b6 чёрная пешка · g6 белая пешка · h6 белый конь · e5 чёрный король · g5 белая пешка · b4 белый ферзь · f4 белый конь · a3 чёрная пешка · b3 белый слон · b2 чёрная пешка · f2 белая пешка · b1 чёрный ферзь · f1 чёрный конь | c8 чёрный конь · d8 чёрный слон · a7 чёрная пешка · b7 чёрная ладья · a6 белый король · b6 чёрная пешка · g6 белая пешка · h6 белый конь · e5 чёрный король · g5 белая пешка · b4 белый ферзь · f4 белый конь · a3 чёрная пешка · b3 белый слон · b2 чёрная пешка · f2 белая пешка · b1 чёрный ферзь · f1 чёрный конь | 6 |
| 5 | c8 чёрный конь · d8 чёрный слон · a7 чёрная пешка · b7 чёрная ладья · a6 белый король · b6 чёрная пешка · g6 белая пешка · h6 белый конь · e5 чёрный король · g5 белая пешка · b4 белый ферзь · f4 белый конь · a3 чёрная пешка · b3 белый слон · b2 чёрная пешка · f2 белая пешка · b1 чёрный ферзь · f1 чёрный конь | c8 чёрный конь · d8 чёрный слон · a7 чёрная пешка · b7 чёрная ладья · a6 белый король · b6 чёрная пешка · g6 белая пешка · h6 белый конь · e5 чёрный король · g5 белая пешка · b4 белый ферзь · f4 белый конь · a3 чёрная пешка · b3 белый слон · b2 чёрная пешка · f2 белая пешка · b1 чёрный ферзь · f1 чёрный конь | c8 чёрный конь · d8 чёрный слон · a7 чёрная пешка · b7 чёрная ладья · a6 белый король · b6 чёрная пешка · g6 белая пешка · h6 белый конь · e5 чёрный король · g5 белая пешка · b4 белый ферзь · f4 белый конь · a3 чёрная пешка · b3 белый слон · b2 чёрная пешка · f2 белая пешка · b1 чёрный ферзь · f1 чёрный конь | c8 чёрный конь · d8 чёрный слон · a7 чёрная пешка · b7 чёрная ладья · a6 белый король · b6 чёрная пешка · g6 белая пешка · h6 белый конь · e5 чёрный король · g5 белая пешка · b4 белый ферзь · f4 белый конь · a3 чёрная пешка · b3 белый слон · b2 чёрная пешка · f2 белая пешка · b1 чёрный ферзь · f1 чёрный конь | c8 чёрный конь · d8 чёрный слон · a7 чёрная пешка · b7 чёрная ладья · a6 белый король · b6 чёрная пешка · g6 белая пешка · h6 белый конь · e5 чёрный король · g5 белая пешка · b4 белый ферзь · f4 белый конь · a3 чёрная пешка · b3 белый слон · b2 чёрная пешка · f2 белая пешка · b1 чёрный ферзь · f1 чёрный конь | c8 чёрный конь · d8 чёрный слон · a7 чёрная пешка · b7 чёрная ладья · a6 белый король · b6 чёрная пешка · g6 белая пешка · h6 белый конь · e5 чёрный король · g5 белая пешка · b4 белый ферзь · f4 белый конь · a3 чёрная пешка · b3 белый слон · b2 чёрная пешка · f2 белая пешка · b1 чёрный ферзь · f1 чёрный конь | c8 чёрный конь · d8 чёрный слон · a7 чёрная пешка · b7 чёрная ладья · a6 белый король · b6 чёрная пешка · g6 белая пешка · h6 белый конь · e5 чёрный король · g5 белая пешка · b4 белый ферзь · f4 белый конь · a3 чёрная пешка · b3 белый слон · b2 чёрная пешка · f2 белая пешка · b1 чёрный ферзь · f1 чёрный конь | c8 чёрный конь · d8 чёрный слон · a7 чёрная пешка · b7 чёрная ладья · a6 белый король · b6 чёрная пешка · g6 белая пешка · h6 белый конь · e5 чёрный король · g5 белая пешка · b4 белый ферзь · f4 белый конь · a3 чёрная пешка · b3 белый слон · b2 чёрная пешка · f2 белая пешка · b1 чёрный ферзь · f1 чёрный конь | 5 |
| 4 | c8 чёрный конь · d8 чёрный слон · a7 чёрная пешка · b7 чёрная ладья · a6 белый король · b6 чёрная пешка · g6 белая пешка · h6 белый конь · e5 чёрный король · g5 белая пешка · b4 белый ферзь · f4 белый конь · a3 чёрная пешка · b3 белый слон · b2 чёрная пешка · f2 белая пешка · b1 чёрный ферзь · f1 чёрный конь | c8 чёрный конь · d8 чёрный слон · a7 чёрная пешка · b7 чёрная ладья · a6 белый король · b6 чёрная пешка · g6 белая пешка · h6 белый конь · e5 чёрный король · g5 белая пешка · b4 белый ферзь · f4 белый конь · a3 чёрная пешка · b3 белый слон · b2 чёрная пешка · f2 белая пешка · b1 чёрный ферзь · f1 чёрный конь | c8 чёрный конь · d8 чёрный слон · a7 чёрная пешка · b7 чёрная ладья · a6 белый король · b6 чёрная пешка · g6 белая пешка · h6 белый конь · e5 чёрный король · g5 белая пешка · b4 белый ферзь · f4 белый конь · a3 чёрная пешка · b3 белый слон · b2 чёрная пешка · f2 белая пешка · b1 чёрный ферзь · f1 чёрный конь | c8 чёрный конь · d8 чёрный слон · a7 чёрная пешка · b7 чёрная ладья · a6 белый король · b6 чёрная пешка · g6 белая пешка · h6 белый конь · e5 чёрный король · g5 белая пешка · b4 белый ферзь · f4 белый конь · a3 чёрная пешка · b3 белый слон · b2 чёрная пешка · f2 белая пешка · b1 чёрный ферзь · f1 чёрный конь | c8 чёрный конь · d8 чёрный слон · a7 чёрная пешка · b7 чёрная ладья · a6 белый король · b6 чёрная пешка · g6 белая пешка · h6 белый конь · e5 чёрный король · g5 белая пешка · b4 белый ферзь · f4 белый конь · a3 чёрная пешка · b3 белый слон · b2 чёрная пешка · f2 белая пешка · b1 чёрный ферзь · f1 чёрный конь | c8 чёрный конь · d8 чёрный слон · a7 чёрная пешка · b7 чёрная ладья · a6 белый король · b6 чёрная пешка · g6 белая пешка · h6 белый конь · e5 чёрный король · g5 белая пешка · b4 белый ферзь · f4 белый конь · a3 чёрная пешка · b3 белый слон · b2 чёрная пешка · f2 белая пешка · b1 чёрный ферзь · f1 чёрный конь | c8 чёрный конь · d8 чёрный слон · a7 чёрная пешка · b7 чёрная ладья · a6 белый король · b6 чёрная пешка · g6 белая пешка · h6 белый конь · e5 чёрный король · g5 белая пешка · b4 белый ферзь · f4 белый конь · a3 чёрная пешка · b3 белый слон · b2 чёрная пешка · f2 белая пешка · b1 чёрный ферзь · f1 чёрный конь | c8 чёрный конь · d8 чёрный слон · a7 чёрная пешка · b7 чёрная ладья · a6 белый король · b6 чёрная пешка · g6 белая пешка · h6 белый конь · e5 чёрный король · g5 белая пешка · b4 белый ферзь · f4 белый конь · a3 чёрная пешка · b3 белый слон · b2 чёрная пешка · f2 белая пешка · b1 чёрный ферзь · f1 чёрный конь | 4 |
| 3 | c8 чёрный конь · d8 чёрный слон · a7 чёрная пешка · b7 чёрная ладья · a6 белый король · b6 чёрная пешка · g6 белая пешка · h6 белый конь · e5 чёрный король · g5 белая пешка · b4 белый ферзь · f4 белый конь · a3 чёрная пешка · b3 белый слон · b2 чёрная пешка · f2 белая пешка · b1 чёрный ферзь · f1 чёрный конь | c8 чёрный конь · d8 чёрный слон · a7 чёрная пешка · b7 чёрная ладья · a6 белый король · b6 чёрная пешка · g6 белая пешка · h6 белый конь · e5 чёрный король · g5 белая пешка · b4 белый ферзь · f4 белый конь · a3 чёрная пешка · b3 белый слон · b2 чёрная пешка · f2 белая пешка · b1 чёрный ферзь · f1 чёрный конь | c8 чёрный конь · d8 чёрный слон · a7 чёрная пешка · b7 чёрная ладья · a6 белый король · b6 чёрная пешка · g6 белая пешка · h6 белый конь · e5 чёрный король · g5 белая пешка · b4 белый ферзь · f4 белый конь · a3 чёрная пешка · b3 белый слон · b2 чёрная пешка · f2 белая пешка · b1 чёрный ферзь · f1 чёрный конь | c8 чёрный конь · d8 чёрный слон · a7 чёрная пешка · b7 чёрная ладья · a6 белый король · b6 чёрная пешка · g6 белая пешка · h6 белый конь · e5 чёрный король · g5 белая пешка · b4 белый ферзь · f4 белый конь · a3 чёрная пешка · b3 белый слон · b2 чёрная пешка · f2 белая пешка · b1 чёрный ферзь · f1 чёрный конь | c8 чёрный конь · d8 чёрный слон · a7 чёрная пешка · b7 чёрная ладья · a6 белый король · b6 чёрная пешка · g6 белая пешка · h6 белый конь · e5 чёрный король · g5 белая пешка · b4 белый ферзь · f4 белый конь · a3 чёрная пешка · b3 белый слон · b2 чёрная пешка · f2 белая пешка · b1 чёрный ферзь · f1 чёрный конь | c8 чёрный конь · d8 чёрный слон · a7 чёрная пешка · b7 чёрная ладья · a6 белый король · b6 чёрная пешка · g6 белая пешка · h6 белый конь · e5 чёрный король · g5 белая пешка · b4 белый ферзь · f4 белый конь · a3 чёрная пешка · b3 белый слон · b2 чёрная пешка · f2 белая пешка · b1 чёрный ферзь · f1 чёрный конь | c8 чёрный конь · d8 чёрный слон · a7 чёрная пешка · b7 чёрная ладья · a6 белый король · b6 чёрная пешка · g6 белая пешка · h6 белый конь · e5 чёрный король · g5 белая пешка · b4 белый ферзь · f4 белый конь · a3 чёрная пешка · b3 белый слон · b2 чёрная пешка · f2 белая пешка · b1 чёрный ферзь · f1 чёрный конь | c8 чёрный конь · d8 чёрный слон · a7 чёрная пешка · b7 чёрная ладья · a6 белый король · b6 чёрная пешка · g6 белая пешка · h6 белый конь · e5 чёрный король · g5 белая пешка · b4 белый ферзь · f4 белый конь · a3 чёрная пешка · b3 белый слон · b2 чёрная пешка · f2 белая пешка · b1 чёрный ферзь · f1 чёрный конь | 3 |
| 2 | c8 чёрный конь · d8 чёрный слон · a7 чёрная пешка · b7 чёрная ладья · a6 белый король · b6 чёрная пешка · g6 белая пешка · h6 белый конь · e5 чёрный король · g5 белая пешка · b4 белый ферзь · f4 белый конь · a3 чёрная пешка · b3 белый слон · b2 чёрная пешка · f2 белая пешка · b1 чёрный ферзь · f1 чёрный конь | c8 чёрный конь · d8 чёрный слон · a7 чёрная пешка · b7 чёрная ладья · a6 белый король · b6 чёрная пешка · g6 белая пешка · h6 белый конь · e5 чёрный король · g5 белая пешка · b4 белый ферзь · f4 белый конь · a3 чёрная пешка · b3 белый слон · b2 чёрная пешка · f2 белая пешка · b1 чёрный ферзь · f1 чёрный конь | c8 чёрный конь · d8 чёрный слон · a7 чёрная пешка · b7 чёрная ладья · a6 белый король · b6 чёрная пешка · g6 белая пешка · h6 белый конь · e5 чёрный король · g5 белая пешка · b4 белый ферзь · f4 белый конь · a3 чёрная пешка · b3 белый слон · b2 чёрная пешка · f2 белая пешка · b1 чёрный ферзь · f1 чёрный конь | c8 чёрный конь · d8 чёрный слон · a7 чёрная пешка · b7 чёрная ладья · a6 белый король · b6 чёрная пешка · g6 белая пешка · h6 белый конь · e5 чёрный король · g5 белая пешка · b4 белый ферзь · f4 белый конь · a3 чёрная пешка · b3 белый слон · b2 чёрная пешка · f2 белая пешка · b1 чёрный ферзь · f1 чёрный конь | c8 чёрный конь · d8 чёрный слон · a7 чёрная пешка · b7 чёрная ладья · a6 белый король · b6 чёрная пешка · g6 белая пешка · h6 белый конь · e5 чёрный король · g5 белая пешка · b4 белый ферзь · f4 белый конь · a3 чёрная пешка · b3 белый слон · b2 чёрная пешка · f2 белая пешка · b1 чёрный ферзь · f1 чёрный конь | c8 чёрный конь · d8 чёрный слон · a7 чёрная пешка · b7 чёрная ладья · a6 белый король · b6 чёрная пешка · g6 белая пешка · h6 белый конь · e5 чёрный король · g5 белая пешка · b4 белый ферзь · f4 белый конь · a3 чёрная пешка · b3 белый слон · b2 чёрная пешка · f2 белая пешка · b1 чёрный ферзь · f1 чёрный конь | c8 чёрный конь · d8 чёрный слон · a7 чёрная пешка · b7 чёрная ладья · a6 белый король · b6 чёрная пешка · g6 белая пешка · h6 белый конь · e5 чёрный король · g5 белая пешка · b4 белый ферзь · f4 белый конь · a3 чёрная пешка · b3 белый слон · b2 чёрная пешка · f2 белая пешка · b1 чёрный ферзь · f1 чёрный конь | c8 чёрный конь · d8 чёрный слон · a7 чёрная пешка · b7 чёрная ладья · a6 белый король · b6 чёрная пешка · g6 белая пешка · h6 белый конь · e5 чёрный король · g5 белая пешка · b4 белый ферзь · f4 белый конь · a3 чёрная пешка · b3 белый слон · b2 чёрная пешка · f2 белая пешка · b1 чёрный ферзь · f1 чёрный конь | 2 |
| 1 | c8 чёрный конь · d8 чёрный слон · a7 чёрная пешка · b7 чёрная ладья · a6 белый король · b6 чёрная пешка · g6 белая пешка · h6 белый конь · e5 чёрный король · g5 белая пешка · b4 белый ферзь · f4 белый конь · a3 чёрная пешка · b3 белый слон · b2 чёрная пешка · f2 белая пешка · b1 чёрный ферзь · f1 чёрный конь | c8 чёрный конь · d8 чёрный слон · a7 чёрная пешка · b7 чёрная ладья · a6 белый король · b6 чёрная пешка · g6 белая пешка · h6 белый конь · e5 чёрный король · g5 белая пешка · b4 белый ферзь · f4 белый конь · a3 чёрная пешка · b3 белый слон · b2 чёрная пешка · f2 белая пешка · b1 чёрный ферзь · f1 чёрный конь | c8 чёрный конь · d8 чёрный слон · a7 чёрная пешка · b7 чёрная ладья · a6 белый король · b6 чёрная пешка · g6 белая пешка · h6 белый конь · e5 чёрный король · g5 белая пешка · b4 белый ферзь · f4 белый конь · a3 чёрная пешка · b3 белый слон · b2 чёрная пешка · f2 белая пешка · b1 чёрный ферзь · f1 чёрный конь | c8 чёрный конь · d8 чёрный слон · a7 чёрная пешка · b7 чёрная ладья · a6 белый король · b6 чёрная пешка · g6 белая пешка · h6 белый конь · e5 чёрный король · g5 белая пешка · b4 белый ферзь · f4 белый конь · a3 чёрная пешка · b3 белый слон · b2 чёрная пешка · f2 белая пешка · b1 чёрный ферзь · f1 чёрный конь | c8 чёрный конь · d8 чёрный слон · a7 чёрная пешка · b7 чёрная ладья · a6 белый король · b6 чёрная пешка · g6 белая пешка · h6 белый конь · e5 чёрный король · g5 белая пешка · b4 белый ферзь · f4 белый конь · a3 чёрная пешка · b3 белый слон · b2 чёрная пешка · f2 белая пешка · b1 чёрный ферзь · f1 чёрный конь | c8 чёрный конь · d8 чёрный слон · a7 чёрная пешка · b7 чёрная ладья · a6 белый король · b6 чёрная пешка · g6 белая пешка · h6 белый конь · e5 чёрный король · g5 белая пешка · b4 белый ферзь · f4 белый конь · a3 чёрная пешка · b3 белый слон · b2 чёрная пешка · f2 белая пешка · b1 чёрный ферзь · f1 чёрный конь | c8 чёрный конь · d8 чёрный слон · a7 чёрная пешка · b7 чёрная ладья · a6 белый король · b6 чёрная пешка · g6 белая пешка · h6 белый конь · e5 чёрный король · g5 белая пешка · b4 белый ферзь · f4 белый конь · a3 чёрная пешка · b3 белый слон · b2 чёрная пешка · f2 белая пешка · b1 чёрный ферзь · f1 чёрный конь | c8 чёрный конь · d8 чёрный слон · a7 чёрная пешка · b7 чёрная ладья · a6 белый король · b6 чёрная пешка · g6 белая пешка · h6 белый конь · e5 чёрный король · g5 белая пешка · b4 белый ферзь · f4 белый конь · a3 чёрная пешка · b3 белый слон · b2 чёрная пешка · f2 белая пешка · b1 чёрный ферзь · f1 чёрный конь | 1 |
|   | a | b | c | d | e | f | g | h |   |

1.g7 ~ 2.Kg6+ Ф:g6 3.f4#, 

1. ... b5 2.Kd3+ Ф:d3 3.f4#, 

1. ... С:g5 (Ке7) 2.Kg4+ (Kf7+) Kpf5 3.Се6#